# Prajęzyk
Prajęzyk – wspólny przodek rodziny językowej lub innej jednostki pokrewieństwa języków, najczęściej nie zaświadczony bezpośrednio, ale częściowo zrekonstruowany za pomocą metody porównawczej.

## Pojęcia związane

### Praleksykon
Z prajęzykiem łączy się ściśle pojęcie praleksykonu – zbioru słów i pojęć dostępnych w prajęzyku. Zakłada się, że jeśli w spokrewnionych ze sobą językach w odniesieniu do danego pojęcia używa się wyrazów, dla których można zrekonstruować wspólną formę pierwotną (tzw. prasłowo, rdzeń lub etymon), to pojęcie to znane było też w prajęzyku (określano je właśnie prasłowem). Niektórzy zwracają jednak uwagę na zmiany w znaczeniu wyrazów (zob. przesunięcie semantyczne), które mogły doprowadzić do zróżnicowania się znaczenia prasłowa i znaczeń pochodzących od niego wyrazów w zaświadczonych językach. Inaczej mówiąc, sugeruje się, że fakt istnienia na przykład wspólnej germańskiej nazwy na określenie dębu (por. niem. Eiche, ang. oak, niderl. eik, norw. eik, szw. ek, duń. eg) nie oznacza, że zrekonstruowany pragermański wyraz *aiks również oznaczał dąb (chociaż jest to prawdopodobne). Wyraz ten mógł bowiem mieć szerszy lub węższy zakres znaczenia lub odnosić się na przykład do jakiegoś innego drzewa, a następnie w wyniku przesunięć semantycznych zacząć oznaczać dąb. Jeśli podobna zmiana zaszła we wszystkich znanych językach pochodnych (na przykład jeśli w wyniku zmiany klimatycznej jakiś gatunek drzewa zniknął z terenów zamieszkiwanych przez społeczności mówiące tymi językami), wtedy nie ma możliwości wykrycia takiej zmiany. Z drugiej strony część językoznawców podziela pogląd, że wyraz nigdy nie odrywa się całkowicie od swojej etymologii. Bardzo częste są jednak przypadki przesunięcia znaczenia wyrazu na skutek częściowej utraty pierwotnych cech semantycznych i zyskania nowych (por. na przykład znaczenie polskiego wyrazu tur do rekonstruowanego praindoeuropejskiego przodka *tauros = „byk, wół”). Ponadto brak wspólnych określeń w znanych językach na określenie jakiegoś pojęcia nie musi oznaczać braku takiego określenia w prajęzyku (chociaż nie można go wtedy zrekonstruować). Wyraz taki mógł bowiem w prajęzyku zaniknąć, a języki pochodne mogły wykształcić własne określenia. Dlatego też wszelkie próby wyciągania na podstawie praleksykonu wniosków na temat kultury posługujących się nimi ludów – chociaż są podejmowane – obarczone są sporym ryzykiem błędu.

### Praojczyzna
Innym pojęciem związanym z kwestią prajęzyka jest praojczyzna (zwana też Urheimat) – czyli pierwotna ojczyzna użytkowników prajęzyka. 
W wielu przypadkach umiejscowienie praojczyzny wywołuje spory pomiędzy językoznawcami i ma charakter hipotetyczny – często nie zachowały się bowiem do współczesnych czasów żadne fonetyczne zapisy prajęzyka, jak w przypadku języka praindoeuropejskiego. Jeżeli prajęzyk znany jest z czasów historycznych (np. łacina), lokalizacja praojczyzny nie jest kwestionowana – w tym przypadku urheimatem języków romańskich są tereny Imperium rzymskiego.

## Przegląd prajęzyków
Niektóre z prajęzyków to:
- język praindoeuropejski
  - język praindoirański
    - język prairański
    - język praindoaryjski

  - język prahelleński
  - język praitalski
    - łacina ludowa

  - język praceltycki
  - język pragermański
    - język pranordyjski i język staronordyjski

  - język prabałtosłowiański
    - język prabałtycki
    - język prasłowiański
      - język staroruski i język ruski
- język prakartwelski
- język prauralski
  - język prafiński
- język praalgijski
  - język praalgonkiński
  - język praatapaskański
  - język pramajański
- język praafroazjatycki
  - język prasemicki
  - język praberberyjski (pra-libijsko-berberski)
  - język praczadyjski
- język prabantu